# Gianfranco
Gianfranco ist ein aus der Verbindung von Gianni und Franco entstandener italienischer männlicher Vorname.

## Namensträger

### A
- Gianfranco Albano (* 1942), italienischer Fernsehregisseur
- Gianfranco Angelucci (* 19**), italienischer Schriftsteller, Filmregisseur und Autor

### B
- Gianfranco Baldanello (* 1928), italienischer Filmregisseur
- Gianfranco Barra (1940–2025), italienischer Schauspieler
- Gianfranco Baruchello (1924–2023), italienischer Künstler
- Gianfranco Bedin (* 1945), italienischer Fußballspieler
- Gianfranco Bettetini (1933–2017), italienischer Semiotiker, Drehbuchautor und Filmregisseur
- Gianfranco Brancatelli (* 1950), italienischer Automobilrennfahrer
- Gianfranco Bronzini (* 1967), Schweizer Bauingenieur
- Gianfranco Bullo (* 19**), italienischer Schauspieler und Filmregisseur

### C
- Gianfranco Cabiddu (* 1953), italienischer Musikethnologe
- Gianfranco Campigotto (* 1933), italienischer Dokumentarfilmer und Fernsehregisseur
- Gianfranco Chiarini (* 1966), italienischer Koch
- Gianfranco Comotti (1906–1963), italienischer Automobilrennfahrer
- Gianfranco Corsi (Franco Zeffirelli; 1923–2019), italienischer Film-, Theater- und Opernregisseur
- Gianfranco Cotti (1929–2020), Schweizer Politiker

### D
- Gianfranco Dalla Barba (1957–2024), italienischer Säbelfechter
- Gianfranco D’Angelo (1936–2021), italienischer Komiker und Schauspieler
- Gianfranco De Bosio (1924–2022), italienischer Filmregisseur, Theaterregisseur und Drehbuchautor
- Gianfranco De Luca (* 1949), römisch-katholischer Bischof von Termoli-Larino

### F
- Gianfranco Ferré (1944–2007), italienischer Modedesigner und Unternehmer
- Gianfranco Ferroni (1927–2001), italienischer Maler und Grafiker
- Gianfranco Fini (* 1952), italienischer Politiker
- Gianfranco Fiore Donati (* 1946), italienischer Regisseur

### G
- Gianfranco Gallone (* 1963), italienischer Geistlicher, Diplomat des Heiligen Stuhls
- Gianfranco Gardin (1944–2024), italienischer Kurienerzbischof, Bischof von Treviso
- Gianfranco Gazzana Priaroggia (1912–1943), italienischer Marineoffizier
- Gianfranco Ghirlanda (* 1942), italienischer römisch-katholischer Theologe, Jurist und Kirchenrechtler
- Gianfranco Giagni (* 1952), italienischer Filmregisseur
- Gianfranco Girotti (* 1937), Kurienbischof der römisch-katholischen Kirche

### K
- Gian-Franco Kasper (1944–2021), Schweizer Sportfunktionär

### L
- Gianfranco Larrosa, vollständiger Name Gianfranco Larrosa Leguizamón (* 1996), uruguayischer Fußballspieler
- Gianfranco Leoncini (1939–2019), italienischer Fußballspieler
- Gianfranco Lombardi (1941–2021), italienischer Basketballspieler und -trainer

### M
- Gianfranco Martin (* 1970), italienischer Skirennläufer
- Gianfranco Masserdotti (1941–2006), italienischer Ordensgeistlicher und römisch-katholischer Bischof
- Gianfranco Matteoli (* 1959), italienischer Fußballspieler und -funktionär
- Gianfranco Miletto (* 1960), italienischer Judaist, Autor und Professor für Jüdische Studien
- Gianfranco Mingozzi (1932–2009), italienischer Filmregisseur
- Gianfranco Moscati (1924–2018), italienischer Sammler von Holocaustdokumenten und Autor

### P
- Gianfranco Paolucci (* 1934), italienischer Degenfechter
- Gianfranco Parolini (1925–2018), italienischer Filmregisseur und Drehbuchautor
- Gianfranco Petris (1936–2018), italienischer Fußballspieler
- Gianfranco Polvara (* 1958), italienischer Skilangläufer

### R
- Gianfranco Ravasi (* 1942), italienischer Kurienkardinal
- Gianfranco Reverberi (auch Gian Franco; 1934–2024), italienischer Komponist und Musiker
- Gianfranco Rosi (* 1957), italienischer Boxer
- Gianfranco Rosi (* 1964), italienischer Filmemacher

### S
- Gianfranco Soldati (* 1959), Schweizer Professor für Philosophie
- Gianfranco Stella (* 1938), italienischer Skilangläufer und Skibergsteiger

### T
- Gianfranco Tedeschi (* 19**), italienischer Kontrabassist
- Gianfranco Terenzi (1941–2020), san-marinesischer Politiker

### W
- Gianfranco Walsh (* 1970), Ökonom

### Z
- Gianfranco Zola (* 1966), italienischer Fußballspieler und -trainer